# Skaštice
Skaštice (en allemand : Skaschtitz, précédemment : Skaschitz) est une commune du district de Kroměříž, dans la région de Zlín, en Tchéquie. Sa population s'élevait à 363 habitants en 2025.

## Géographie
Skaštice se trouve à 5 km au nord-est du centre de Kroměříž, à 22 km au nord-ouest de Zlín, à 61 km à l'est-nord-est de Brno et à 230 km à l'est-sud-est de Prague.
La commune est limitée par Břest au nord, par Hulín à l'est, par Kroměříž au sud-est et au sud et par Chropyně à l'ouest.

## Histoire
La première mention écrite de la localité date de 1267.

## Transports
Par la route, Skaštice se trouve à 5 km de Kroměříž, à 29 km de Zlín, à 67 km de Brno et à 274 km de Prague.

## Source
- (cs) Cet article est partiellement ou en totalité issu de l’article de Wikipédia en tchèque intitulé « Skaštice » (voir la liste des auteurs).